# Мартін Вайнек
Ма́ртін Ва́йнек (нім. Martin Weinek; *30 червня 1964, Леобен, Австрія) — австрійський актор театру і кіноактор, відомий, перш за все, роллю інспектора Фріца Кунца (нім. Fritz Kunz) в телесеріалі «Комісар Рекс»; також виробник вин.
У 1983—86 рр. Вайнек вивчав акторську майстерність під керівництвом професора П.Йоста (нім. Peter P. Jost), потому грав у різних віденських театрах.
В цей же час дебютував у кіно, знявшись у епізодичній ролі ліфтера в стрічці After-season (нім. Nachsaison).
У 1987 році М.Вайнек узяв участь у театральному фестивалі в Реклінгаузені, де зіграв одну з провідних ролей у виставі режисера Ґеорґа Мітендрайна (Georg Mittendrein) Der Lechner Edi schaut ins Paradies (за п'єсою Ю.Зойфера). Також знявся у фільмі режисера Дітера Бернера (Dieter Berner) «Сміттєманія» (нім. Müllomania) в ролі сміттяра.
У 1988—89 рр. Вайнек грає в театрі ім. Юри Зойфера у Відні, а також і деяких інших невеликих трупах, де навіть виступає в ролі режисера, постановника, продюсера тощо.
Після зйомок у 1989 році в серіалі Calafati Joe, Вайнек дістає посаду керівника Гернальзерського театру в Відні.
З 1999 року грає роль інспектора Кунца в телесеріалі «Комісар Рекс», що принесла йому широку популярність і визнання в Європі, також знімається в інших стрічках.
На дозвіллі М.Вайнек разом з дружиною Євою займається улюбленим хобі — виноробством. Подружжя володіє виноградником площею 3 га неподалік від Хайліґенбруна (Heiligenbrunn).

## Фільмографія
- 1989 — Calafati Joe (ТБ-серіал)
- 1999—2004, відновлено 2008 і дотепер — «Комісар Рекс» (ТБ-серіал, Фріц Кунц)
- 2004 — Silentium
- 2005 — «Рух на кордоні» (нім. Grenzverkehr)
- 2006 — «Під білими вітрилами» (нім. Unter weißen Segeln, епізод «Мрії на обрії» / нім. Träume am Horizont)
- 2007 — «Копи Розенгайму» (нім. Die Rosenheim-Cops, епізод «Кохання до останку» / нім. Liebe bis zum Ende)